# Такси для домашних животных

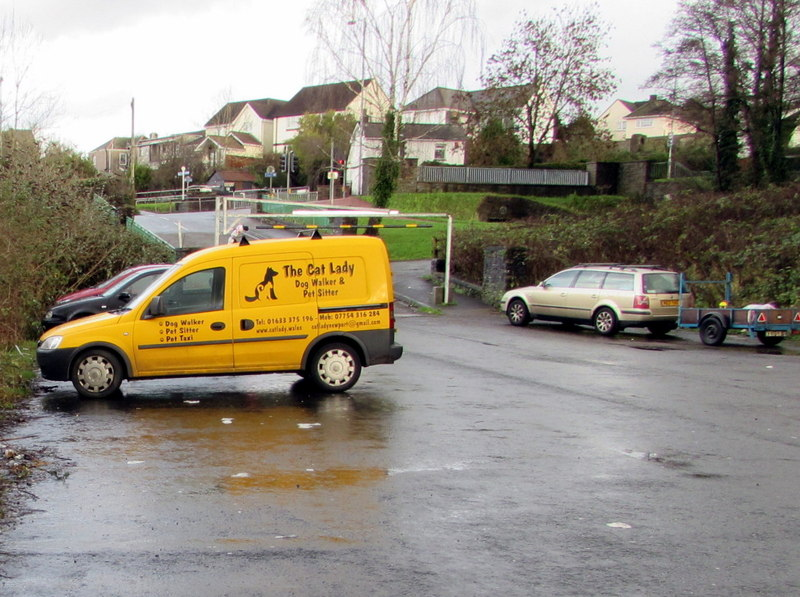
Такси для домашних животных припарковано в Ньюпорте, Уэльс

Такси для домашних животных, пет-такси — вид транспортного такси, которое перевозит различных домашних животных.

## Использование
Некоторые службы такси для домашних животных также предоставляют услуги скорой помощи и ухода за животными. Некоторые компании по присмотру за животными могут также предложить услуги таких такси. Некоторые такси для домашних животных взимают плату за милю, в то время как другие могут предлагать фиксированную ставку за различные поездки. Реже некоторые службы такси для домашних животных могут предлагать перевозку домашних животных на большие расстояния, например, поездку из Нью-Йорка во Флориду.
Маршруты поездки могут включать поездки к ветеринарам, услуги по присмотру за домашними животными, питомники и спа-салоны для домашних животных. Также пет-такси могут использоваться для поездки в аэропорты и из них, если обычные такси не допускают домашних животных. Среди клиентов служб пет-такси могут быть люди, у которых нет времени или средств для перевозки своих домашних животных.
Такси для домашних животных могут перевозить несколько животных одновременно. Для перевозки животных могут использоваться специальные клетки — переноски различных размеров.
Крупных животных перевозят в специально оборудованных тралах или грузовиках.